# Tuffé Val de la Chéronne
Tuffé Val de la Chéronne est une commune française située dans le département de la Sarthe en région Pays de la Loire, peuplée de 1 669 habitants. Elle est créée le 1er janvier 2016 par la fusion de deux communes, sous le régime juridique des communes nouvelles. Les communes de Saint-Hilaire-le-Lierru et Tuffé deviennent des communes déléguées.
Bien que située dans la région naturelle du Perche sarthois, la commune fait partie de la province historique du Maine.

## Géographie

### Climat
Pour des articles plus généraux, voir Climat des Pays de la Loire et Climat de la Sarthe.
En 2010, le climat de la commune est de type climat océanique dégradé des plaines du Centre et du Nord, selon une étude du CNRS s'appuyant sur une série de données couvrant la période 1971-2000. En 2020, Météo-France publie une typologie des climats de la France métropolitaine dans laquelle la commune est exposée à un climat océanique altéré et est dans la région climatique Moyenne vallée de la Loire, caractérisée par une bonne insolation (1 850 h/an) et un été peu pluvieux.
Pour la période 1971-2000, la température annuelle moyenne est de 10,9 °C, avec une amplitude thermique annuelle de 14,5 °C. Le cumul annuel moyen de précipitations est de 701 mm, avec 11,4 jours de précipitations en janvier et 7,2 jours en juillet. Pour la période 1991-2020, la température moyenne annuelle observée sur la station météorologique de Météo-France la plus proche, sur la commune du Luart à 7 km à vol d'oiseau, est de 12,0 °C et le cumul annuel moyen de précipitations est de 686,4 mm,. Pour l'avenir, les paramètres climatiques de la commune estimés pour 2050 selon différents scénarios d'émission de gaz à effet de serre sont consultables sur un site dédié publié par Météo-France en novembre 2022.

## Urbanisme

### Typologie
Au 1er janvier 2024, Tuffé Val de la Chéronne est catégorisée bourg rural, selon la nouvelle grille communale de densité à sept niveaux définie par l'Insee en 2022.
Elle est située hors unité urbaine. Par ailleurs la commune fait partie de l'aire d'attraction de La Ferté-Bernard, dont elle est une commune de la couronne,. Cette aire, qui regroupe 37 communes, est catégorisée dans les aires de moins de 50 000 habitants,.

## Histoire
La commune est créée le 1er janvier 2016 par un arrêté préfectoral du 29 septembre 2015, par la fusion de deux communes, sous le régime juridique des communes nouvelles instauré par la loi no 2010-1563 du 16 décembre 2010 de réforme des collectivités territoriales. Les communes de Saint-Hilaire-le-Lierru et Tuffé deviennent des communes déléguées et Tuffé est le chef-lieu de la commune nouvelle.

## Politique et administration
| Période      | Période  | Identité             | Étiquette | Qualité                             |
| ------------ | -------- | -------------------- | --------- | ----------------------------------- |
| janvier 2016 | mai 2020 | André-Pierre Guittet |           | Agriculteur, maire délégué de Tuffé |
| mai 2020     | En cours | Régis Bourneuf       | SE        | Retraité                            |

## Population et société

### Démographie
| Nom                     | Code Insee | Intercommunalité                 | Superficie (km2) | Population (dernière pop. légale) | Densité (hab./km2) |
| ----------------------- | ---------- | -------------------------------- | ---------------- | --------------------------------- | ------------------ |
| Tuffé (siège)           | 72P03      | CC du Pays de l'Huisne Sarthoise | 24,66            | 1 536 (2020)                      | 62                 |
| Saint-Hilaire-le-Lierru | 72288      | CC du Pays de l'Huisne Sarthoise | 4,50             | 132 (2020)                        | 29                 |

L'évolution du nombre d'habitants est connue à travers les recensements de la population effectués dans la commune depuis sa création.
En 2022, la commune comptait 1 669 habitants, en évolution de +0,42 % par rapport à 2016 (Sarthe : −0,25 %, France hors Mayotte : +2,11 %).
| 2014  | 2015  | 2020  | 2022  |
| ----- | ----- | ----- | ----- |
| 1 709 | 1 673 | 1 668 | 1 669 |